# Elvange (Frankrijk)

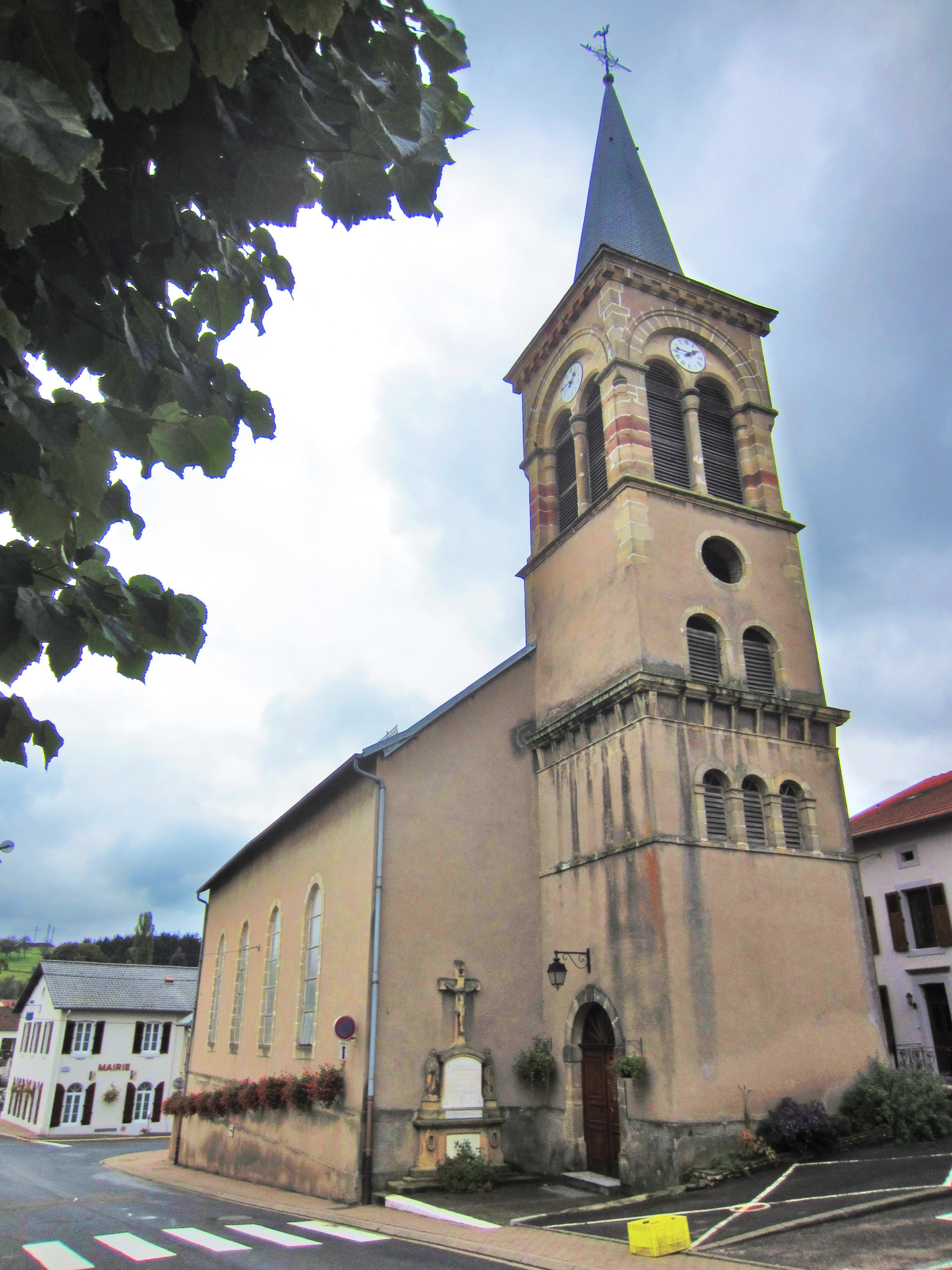
Kerk van Sainte-Catherine / St. Katharina in Elvange / Elwingen

Elvange (Duits: Elwingen) is een gemeente in het Franse departement Moselle (regio Grand Est) en telt 371 inwoners (1999). De plaats maakt deel uit van het arrondissement Forbach-Boulay-Moselle.

## Geografie
De oppervlakte van Elvange bedraagt 7,2 km², de bevolkingsdichtheid is 51,5 inwoners per km².
De onderstaande kaart toont de ligging van Elvange (Frankrijk) met de belangrijkste infrastructuur en aangrenzende gemeenten.

## Demografie
Onderstaande figuur toont het verloop van het inwonertal (bron: INSEE-tellingen).